# Kremlin Cup

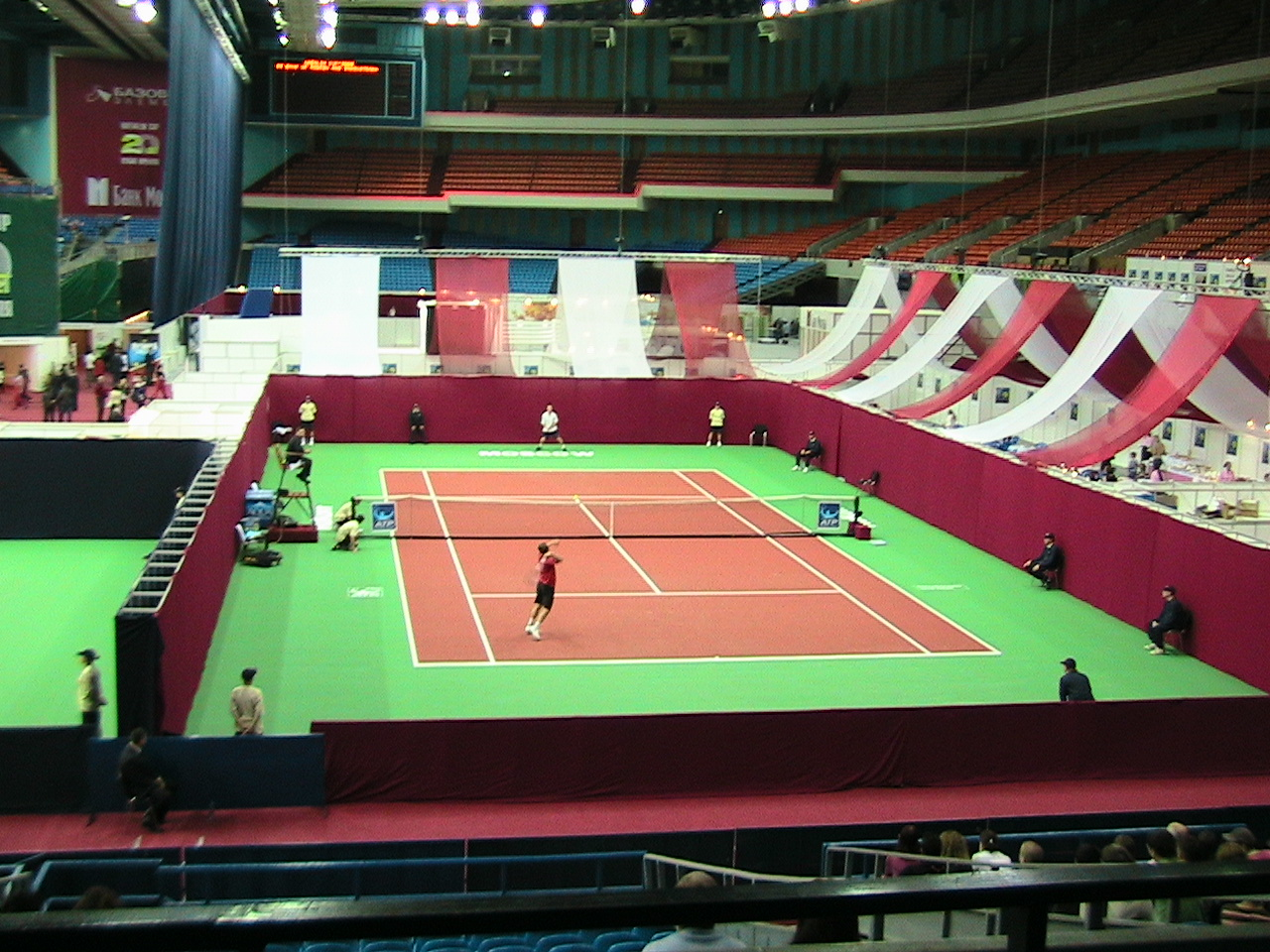
Třetí dvorec ze čtyř soutěžních kurtů

Kremlin Cup (česky Kremelský pohár, rusky Кубок Кремля), oficiálním názvem VTB Kremlin Cup, je profesionální tenisový turnaj mužů a žen, hraný v ruském hlavním městě Moskvě od roku 1990.
Koná se v říjnovém termínu jako jeden z posledních turnajů sezóny. Do sezóny 2018 probíhal na krytých dvorcích s tvrdým povrchem TP Surface Competition Olympijského stadionu. V roce 2019 byl přemístěn do Ledového paláce Krylatskoje, s instalovanými čtyřmi soutěžními kurty a čtyřmi tréninkovými dvorci v přilehlém velodromu. Turnaj je součástí kategorie ATP Tour 250 na mužském okruhu ATP Tour a kategorie Premier na ženském okruhu WTA Tour.

## Charakteristika
Premiérový mužský ročník Kremlin Cupu proběhl v roce 1990 s dotací 300 tisíc dolarů, jakožto první profesionální tenisová událost na mezinárodní úrovni v Sovětském svazu. Jeho vznik inicioval švýcarský tenisový promotér íránského původu Sasson Khakshouri. Podporu získal od předsedy Rady ministrů RSFSR, ruského premiéra Ivana Silajeva, který se stal prvním předsedou organizačního výboru turnaje. V sezóně 1996 vznikl nejdříve samostatný ženský turnaj s názvem Kremlin Cup, jehož rozpočet činil 400 tisíc dolarů. Na sklonku října 2000 pak proběhl debutový společný ročník mužů a žen v jediném termínu, s celkovou dotací 2,08 milionu dolarů.
V sezóně 2006 byl poprvé použit systém „jestřábího oka“ pro dopad míčů. Kremlin Cup se tak stal prvním turnajem používajícím tuto technologii na evropském kontinentu.
Hlavním sponzorem se v roce 2017 stala banka VTB, turnaj od té doby nese jméno VTB Kremlin Cup (ВТБ Кубок Кремля).
Na Olympijském stadionu s rozměry 126x90 metrů a výškou 24 metrů turnaj probíhal do roku 2018. Hrálo se na čtyřech soutěžních dvorcích a tři kurty sloužily jako tréninkové. Na dvorcích byl položen tvrdý povrch TP Surface Competition. Do sezóny 2007 měly dvorce koberec, než došlo k jeho náhradě za RuKortHard červené barvy. Osvětlení zajišťovalo přibližně 300 reflektorů. Kapacita celého stadionu činila 14 tisíc návštěvníků. Ročník 2016 navštívilo 68 200 diváků. V roce 2019 se turnaj přestěhoval do Ledového paláce Krylatskoje, s instalovanými čtyřmi soutěžními kurty a čtyřmi tréninkovými dvorci v přilehlém velodromu.
Ženská část se v rámci okruhu WTA Tour od sezóny 2009 řadí do kategorie WTA Premier Tournaments a mužská polovina v rámci okruhu ATP Tour do kategorie ATP Tour 250. Do dvouher nastupuje dvacet osm tenistů a soutěží čtyřher se účastní po šestnácti párech. Nejvíce titulů v mužské dvouhře získal ruský hráč Jevgenij Kafelnikov, když triumfoval pětkrát v řadě. Při zisku páté trofeje v roce 2001 tak ustavil nový rekord ATP Tour. Jeho krajanka Anastasija Myskinová se roku 2003 stala první ruskou vítězkou moskevské akce v singlu a následující sezónu vybojovala „double“, když ovládla dvouhru i čtyřhru.
V roce 2017 se turnaje poprvé po deseti letech, premiérově v rámci kategorie Premier, zúčastnila Ruska Maria Šarapovová, čtvrtfinalistka z let 2005 a 2006. Po obdržení divoké karty však na úvod podlehla Slovence Rybárikové.

## Přehled finále

### Mužská dvouhra
| Rok  | Vítěz                             | finalista                         | výsledek                          |
| ---- | --------------------------------- | --------------------------------- | --------------------------------- |
| 1990 | Andrej Čerkasov                   | Tim Mayotte                       | 6–2, 6–1                          |
| 1991 | Andrej Čerkasov                   | Jakob Hlasek                      | 7–6(7–2), 3–6, 7–6(7–5)           |
| 1992 | Marc Rosset                       | Carl-Uwe Steeb                    | 6–2, 6–2                          |
| 1993 | Marc Rosset                       | Patrik Kühnen                     | 6–4, 6–3                          |
| 1994 | Alexandr Volkov                   | Chuck Adams                       | 6–2, 6–4                          |
| 1995 | Carl-Uwe Steeb                    | Daniel Vacek                      | 7–6(7–5), 3–6, 7–6(8–6)           |
| 1996 | Goran Ivanišević                  | Jevgenij Kafelnikov               | 3–6, 6–1, 6–3                     |
| 1997 | Jevgenij Kafelnikov               | Petr Korda                        | 7–6(7–2), 6–4                     |
| 1998 | Jevgenij Kafelnikov               | Goran Ivanišević                  | 7–6(7–2), 7–6(7–5)                |
| 1999 | Jevgenij Kafelnikov               | Byron Black                       | 7–6(7–2), 6–4                     |
| 2000 | Jevgenij Kafelnikov               | David Prinosil                    | 6–2, 7–5                          |
| 2001 | Jevgenij Kafelnikov               | Nicolas Kiefer                    | 6–4, 7–5                          |
| 2002 | Paul-Henri Mathieu                | Sjeng Schalken                    | 4–6, 6–2, 6–0                     |
| 2003 | Taylor Dent                       | Sargis Sargsian                   | 7–6(7–5), 6–4                     |
| 2004 | Nikolaj Davyděnko                 | Greg Rusedski                     | 3–6, 6–3, 7–5                     |
| 2005 | Igor Andrejev                     | Nicolas Kiefer                    | 5–7, 7–6(7–3), 6–2                |
| 2006 | Nikolaj Davyděnko                 | Marat Safin                       | 6–4, 5–7, 6–4                     |
| 2007 | Nikolaj Davyděnko                 | Paul-Henri Mathieu                | 7–5, 7–6(11–9)                    |
| 2008 | Igor Kunicyn                      | Marat Safin                       | 7–6(8–6), 6–7(4–7), 6–3           |
| 2009 | Michail Južnyj                    | Janko Tipsarević                  | 6–7(5–7), 6–0, 6–4                |
| 2010 | Viktor Troicki                    | Marcos Baghdatis                  | 3–6, 6–4, 6–3                     |
| 2011 | Janko Tipsarević                  | Viktor Troicki                    | 6–4, 6–2                          |
| 2012 | Andreas Seppi                     | Thomaz Bellucci                   | 3–6, 7–6(7–3), 6–3                |
| 2013 | Richard Gasquet                   | Michail Kukuškin                  | 4–6, 6–4, 6–4                     |
| 2014 | Marin Čilić                       | Roberto Bautista Agut             | 6–4, 6–4                          |
| 2015 | Marin Čilić                       | Roberto Bautista Agut             | 6–4, 6–4                          |
| 2016 | Pablo Carreño Busta               | Fabio Fognini                     | 4–6, 6–3, 6–2                     |
| 2017 | Damir Džumhur                     | Ričardas Berankis                 | 6–2, 1–6, 6–4                     |
| 2018 | Karen Chačanov                    | Adrian Mannarino                  | 6–2, 6–2                          |
| 2019 | Andrej Rubljov                    | Adrian Mannarino                  | 6–4, 6–0                          |
| 2020 | zrušeno kvůli pandemii koronaviru | zrušeno kvůli pandemii koronaviru | zrušeno kvůli pandemii koronaviru |
| 2021 | Aslan Karacev                     | Marin Čilić                       | 6–2, 6–4                          |

### Ženská dvouhra
| Rok  | Vítězka                           | finalistka                        | výsledek                          |
| ---- | --------------------------------- | --------------------------------- | --------------------------------- |
| 1996 | Conchita Martínezová              | Barbara Paulusová                 | 6–1, 4–6, 6–4                     |
| 1997 | Jana Novotná                      | Ai Sugijamová                     | 6–3, 6–4                          |
| 1998 | Mary Pierceová                    | Monika Selešová                   | 7–6(7–2), 6–3                     |
| 1999 | Nathalie Tauziatová               | Barbara Schettová                 | 2–6, 6–4, 6–1                     |
| 2000 | Martina Hingisová                 | Anna Kurnikovová                  | 6–3, 6–1                          |
| 2001 | Jelena Dokićová                   | Jelena Dementěvová                | 6–3, 6–3                          |
| 2002 | Magdalena Malejevová              | Lindsay Davenportová              | 5–7, 6–3, 7–6(7–4)                |
| 2003 | Anastasija Myskinová              | Amélie Mauresmová                 | 6–2, 6–4                          |
| 2004 | Anastasija Myskinová              | Jelena Dementěvová                | 7–5, 6–0                          |
| 2005 | Mary Pierceová                    | Francesca Schiavoneová            | 6–4, 6–3                          |
| 2006 | Anna Čakvetadzeová                | Naděžda Petrovová                 | 6–4, 6–4                          |
| 2007 | Jelena Dementěvová                | Serena Williamsová                | 5–7, 6–1, 6–1                     |
| 2008 | Jelena Jankovićová                | Věra Zvonarevová                  | 6–2, 6–4                          |
| 2009 | Francesca Schiavoneová            | Olga Govorcovová                  | 6–3, 6–0                          |
| 2010 | Viktoria Azarenková               | Maria Kirilenková                 | 6–3, 6–4                          |
| 2011 | Dominika Cibulková                | Kaia Kanepiová                    | 3–6, 7–6(7–1), 7–5                |
| 2012 | Caroline Wozniacká                | Samantha Stosurová                | 6–2, 4–6, 7–5                     |
| 2013 | Simona Halepová                   | Samantha Stosurová                | 7–6(7–1), 6–2                     |
| 2014 | Anastasija Pavljučenkovová        | Irina-Camelia Beguová             | 6–4, 5–7, 6–1                     |
| 2015 | Světlana Kuzněcovová              | Anastasija Pavljučenkovová        | 6–2, 6–1                          |
| 2016 | Světlana Kuzněcovová              | Darja Gavrilovová                 | 6–2, 6–1                          |
| 2017 | Julia Görgesová                   | Darja Kasatkinová                 | 6–1, 6–2                          |
| 2018 | Darja Kasatkinová                 | Ons Džabúrová                     | 2–6, 7–6(7–3), 6–4                |
| 2019 | Belinda Bencicová                 | Anastasija Pavljučenkovová        | 3–6, 6–1, 6–1                     |
| 2020 | zrušeno kvůli pandemii koronaviru | zrušeno kvůli pandemii koronaviru | zrušeno kvůli pandemii koronaviru |
| 2021 | Anett Kontaveitová                | Jekatěrina Alexandrovová          | 4–6, 6–4, 7–5                     |

### Mužská čtyřhra
| Rok  | Vítězové                              | finalisté                          | výsledek                          |
| ---- | ------------------------------------- | ---------------------------------- | --------------------------------- |
| 1990 | Hendrik Jan Davids Paul Haarhuis      | John Fitzgerald Anders Järryd      | 6–4, 7–6                          |
| 1991 | Eric Jelen Carl-Uwe Steeb             | Andrej Čerkasov Alexandr Volkov    | 6–4, 7–6                          |
| 1992 | Marius Barnard John-Laffnie de Jager  | David Adams Andrej Olchovskij      | 6–4, 3–6, 7–6                     |
| 1993 | Jacco Eltingh Paul Haarhuis           | Jan Apell Jonas Björkman           | 6–1skreč                          |
| 1994 | Jacco Eltingh Paul Haarhuis           | David Adams Andrej Olchovskij      | bez boje                          |
| 1995 | Byron Black Jared Palmer              | Tommy Ho Brett Steven              | 6–4, 3–6, 6–3                     |
| 1996 | Rick Leach Andrej Olchovskij          | Jiří Novák David Rikl              | 4–6, 6–1, 6–2                     |
| 1997 | Martin Damm Cyril Suk                 | David Adams Fabrice Santoro        | 6–4, 6–3                          |
| 1998 | Jared Palmer Jeff Tarango             | Jevgenij Kafelnikov Daniel Vacek   | 6–4, 6–7, 6–2                     |
| 1999 | Justin Gimelstob Daniel Vacek         | Andrej Medveděv Marat Safin        | 6–2, 6–1                          |
| 2000 | Jonas Björkman David Prinosil         | Jiří Novák David Rikl              | 6–2, 6–3                          |
| 2001 | Max Mirnyj Sandon Stolle              | Maheš Bhúpatí Jeff Tarango         | 6–3, 6–0                          |
| 2002 | Roger Federer Max Mirnyj              | Joshua Eagle Sandon Stolle         | 6–4, 7–6(7–0)                     |
| 2003 | Maheš Bhúpatí Max Mirnyj              | Wayne Black Kevin Ullyett          | 6–3, 7–5                          |
| 2004 | Igor Andrejev Nikolaj Davyděnko       | Maheš Bhúpatí Jonas Björkman       | 3–6, 6–3, 6–4                     |
| 2005 | Max Mirnyj Michail Južnyj             | Igor Andrejev Nikolaj Davyděnko    | 6–1, 6–1                          |
| 2006 | Fabrice Santoro Nenad Zimonjić        | František Čermák Jaroslav Levinský | 6–1, 7–5                          |
| 2007 | Marat Safin Dmitrij Tursunov          | Tomáš Cibulec Lovro Zovko          | 6–4, 6–2                          |
| 2008 | Serhij Stachovskyj Potito Starace     | Stephen Huss Ross Hutchins         | 7–6(7–4), 2–6, [10–6]             |
| 2009 | Pablo Cuevas Marcel Granollers        | František Čermák Michal Mertiňák   | 4–6, 7–5, [10–8]                  |
| 2010 | Igor Kunicyn Dmitrij Tursunov         | Janko Tipsarević Viktor Troicki    | 7–6(10–8), 6–3                    |
| 2011 | František Čermák Filip Polášek        | Carlos Berlocq David Marrero       | 6–3, 6–1                          |
| 2012 | František Čermák Michal Mertiňák      | Simone Bolelli Daniele Bracciali   | 7–5, 6–3                          |
| 2013 | Michail Jelgin Denis Istomin          | Ken Skupski Neal Skupski           | 6–2, 1–6, [14–12]                 |
| 2014 | František Čermák Jiří Veselý          | Samuel Groth Chris Guccione        | 7–6(7–2), 7–5                     |
| 2015 | Andrej Rubljov Dmitrij Tursunov       | Radu Albot František Čermák        | 2–6, 6–1, [10–6]                  |
| 2016 | Juan Sebastián Cabal Robert Farah     | Julian Knowle Jürgen Melzer        | 7–5, 4–6, [10–5]                  |
| 2017 | Max Mirnyj Philipp Oswald             | Damir Džumhur Antonio Šančić       | 6–3, 7–5                          |
| 2018 | Austin Krajicek Rajeev Ram            | Max Mirnyj Philipp Oswald          | 7–6(7–4), 6–4                     |
| 2019 | Marcelo Demoliner Matwé Middelkoop    | Simone Bolelli Andrés Molteni      | 6–1, 6–2                          |
| 2020 | zrušeno kvůli pandemii koronaviru     | zrušeno kvůli pandemii koronaviru  | zrušeno kvůli pandemii koronaviru |
| 2021 | Harri Heliövaara Matwé Middelkoop (2) | Tomislav Brkić Nikola Ćaćić        | 7–5, 4–6, [11–9]                  |

### Ženská čtyřhra
| Rok  | Vítězky                                    | finalistky                                      | výsledek                          |
| ---- | ------------------------------------------ | ----------------------------------------------- | --------------------------------- |
| 1996 | Natalija Medveděvová Larisa Savčenková     | Silvia Farinaová Eliová Barbara Schettová       | 7–6, 4–6, 6–1                     |
| 1997 | Arantxa Sánchez Vicariová Nataša Zverevová | Yayuk Basukiová Caroline Visová                 | 5–3skreč                          |
| 1998 | Mary Pierceová Nataša Zverevová            | Lisa Raymondová Rennae Stubbsová                | 6–3, 6–4                          |
| 1999 | Lisa Raymondová Rennae Stubbsová           | Julie Halardová-Decugisová Anke Huberová        | 6–1, 6–0                          |
| 2000 | Julie Halard-Decugisová Ai Sugijamová      | Martina Hingisová Anna Kurnikovová              | 4–6, 6–4, 7–6(7–5)                |
| 2001 | Martina Hingisová Anna Kurnikovová         | Jelena Dementěvová Lina Krasnorucká             | 7–6(7–1), 6–3                     |
| 2002 | Jelena Dementěvová Janette Husárová        | Jelena Dokićová Naděžda Petrovová               | 2–6, 6–3, 7–6(7–3)                |
| 2003 | Naděžda Petrovová Meghann Shaughnessyová   | Anastasija Myskinová Věra Zvonarevová           | 6–3, 6–4                          |
| 2004 | Anastasija Myskinová Věra Zvonarevová      | Virginia Ruanová Pascualová Paola Suárezová     | 6–3, 4–6, 6–2                     |
| 2005 | Lisa Raymondová Samantha Stosurová         | Cara Blacková Rennae Stubbsová                  | 6–2, 6–4                          |
| 2006 | Květa Peschkeová Francesca Schiavoneová    | Iveta Benešová Galina Voskobojevová             | 6–4, 6–7(4–7), 6–1                |
| 2007 | Cara Blacková Liezel Huberová              | Viktoria Azarenková Taťána Pučeková             | 4–6, 6–1, [10–7]                  |
| 2008 | Naděžda Petrovová Katarina Srebotniková    | Cara Blacková Liezel Huberová                   | 6–4, 6–4                          |
| 2009 | Maria Kirilenková Naděžda Petrovová        | Marija Kondratěvová Klára Zakopalová            | 6–2, 6–2                          |
| 2010 | Gisela Dulková Flavia Pennettaová          | Sara Erraniová MJ Martínezová Sánchezová        | 6–3, 2–6, [10–6]                  |
| 2011 | Vania Kingová Jaroslava Švedovová          | Anastasia Rodionovová Galina Voskobojevová      | 7–6(7–3), 6–3                     |
| 2012 | Jekatěrina Makarovová Jelena Vesninová     | Maria Kirilenková Naděžda Petrovová             | 6–3, 1–6, [10–8]                  |
| 2013 | Světlana Kuzněcovová Samantha Stosurová    | Alla Kudrjavcevová Anastasia Rodionovová        | 6–1, 1–6, [10–8]                  |
| 2014 | Martina Hingisová Flavia Pennettaová       | Caroline Garciaová Arantxa Parra Santonjaová    | 6–3, 7–5                          |
| 2015 | Darja Kasatkinová Jelena Vesninová         | Irina-Camelia Beguová Monica Niculescuová       | 6–3, 6–7(7–9), [10–5]             |
| 2016 | Andrea Hlaváčková Lucie Hradecká           | Darja Gavrilovová Darja Kasatkinová             | 4–6, 6–0, [10–7]                  |
| 2017 | Tímea Babosová Andrea Hlaváčková           | Nicole Melicharová Anna Smithová                | 6–2, 3–6, [10–3                   |
| 2018 | Alexandra Panovová Laura Siegemundová      | Darija Juraková Raluca Olaruová                 | 6–2, 7–6(7–2)                     |
| 2019 | Šúko Aojamová Ena Šibaharaová              | Kirsten Flipkensová Bethanie Matteková-Sandsová | 6–2, 6–1                          |
| 2020 | zrušeno kvůli pandemii koronaviru          | zrušeno kvůli pandemii koronaviru               | zrušeno kvůli pandemii koronaviru |
| 2021 | Jeļena Ostapenková Kateřina Siniaková      | Nadija Kičenoková Ioana Raluca Olaruová         | 6–2, 4–6, [10–8]                  |

## Galerie

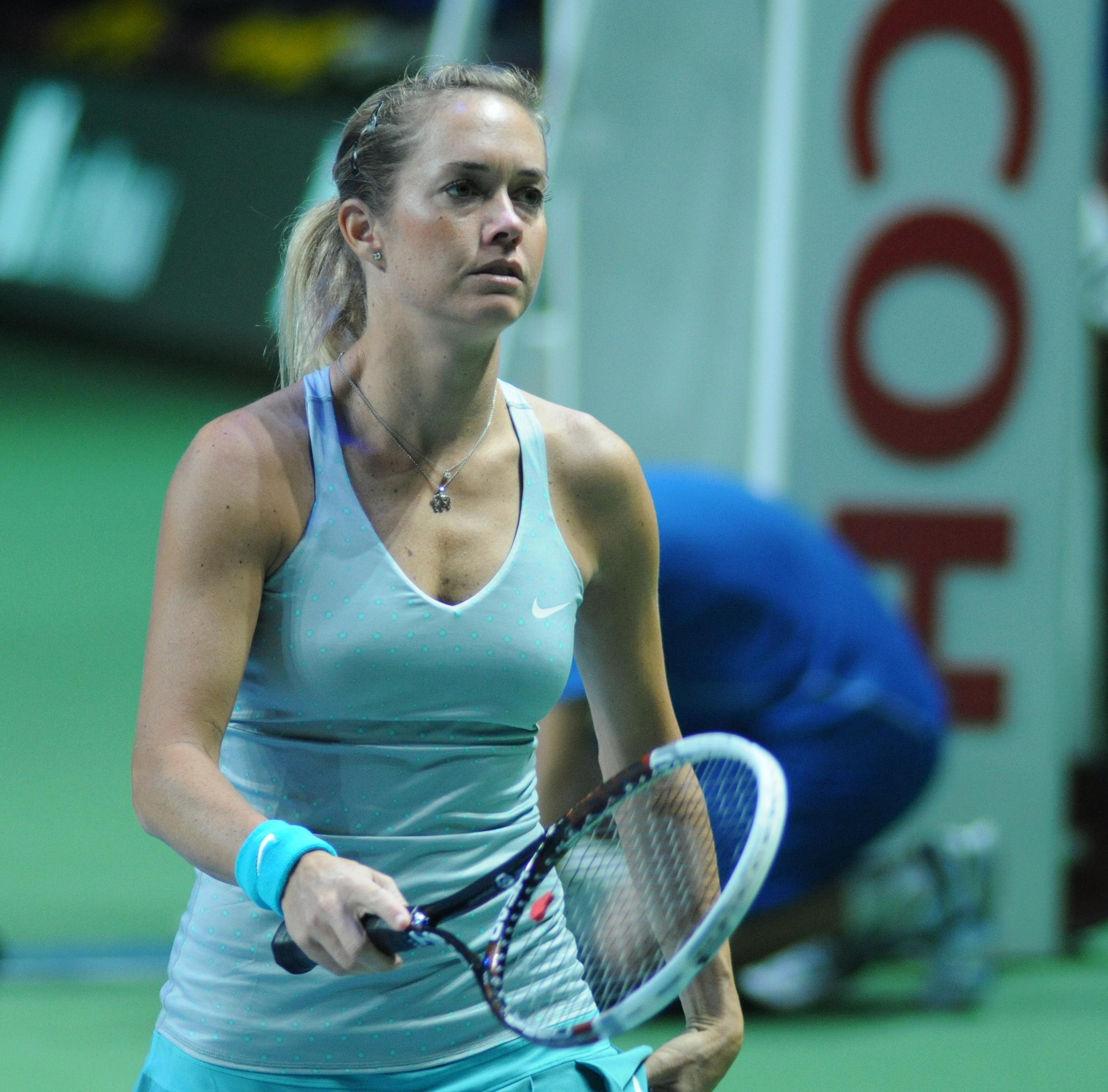
Klára Koukalová, 2014
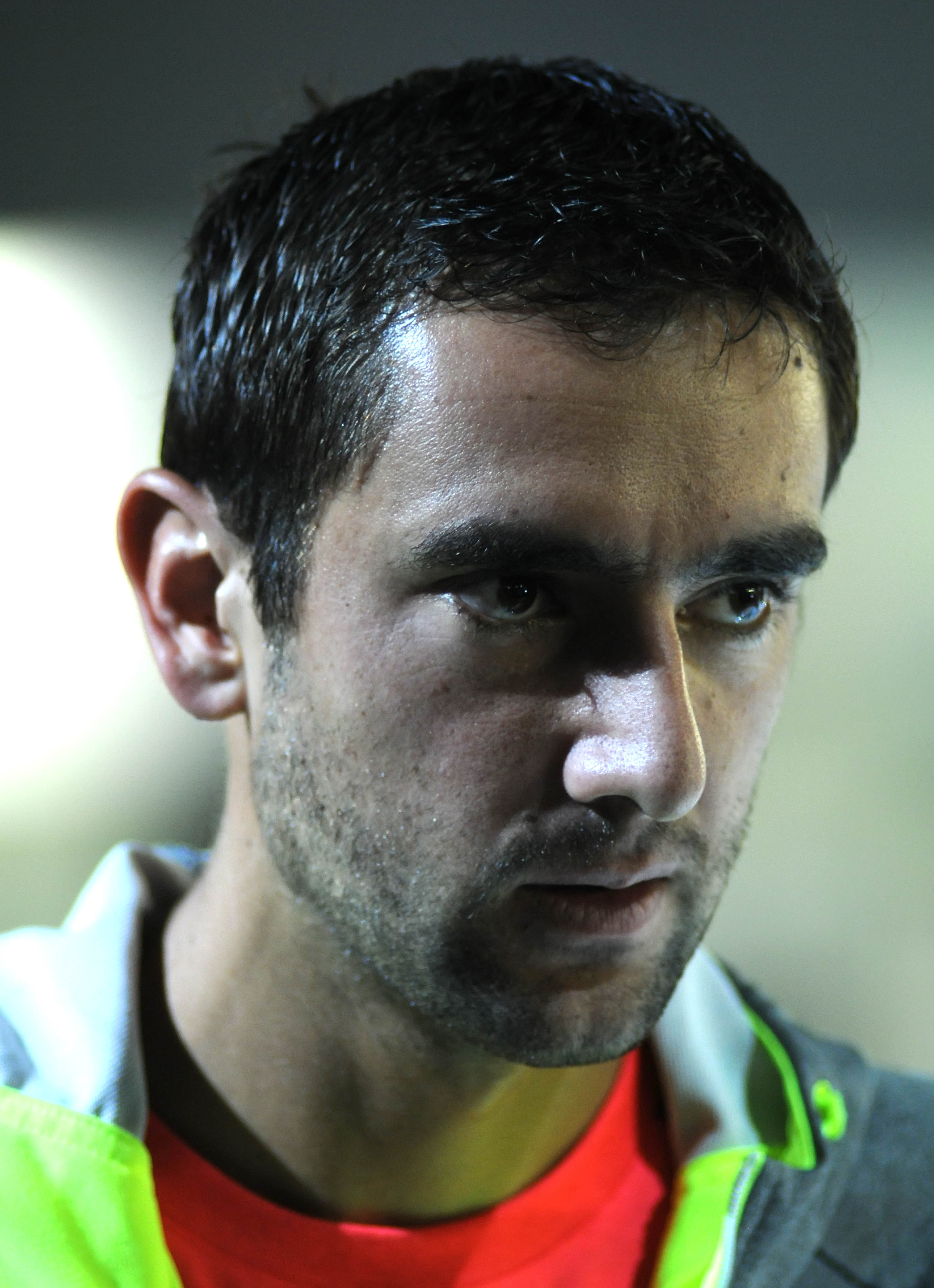
Marin Čilić, 2014
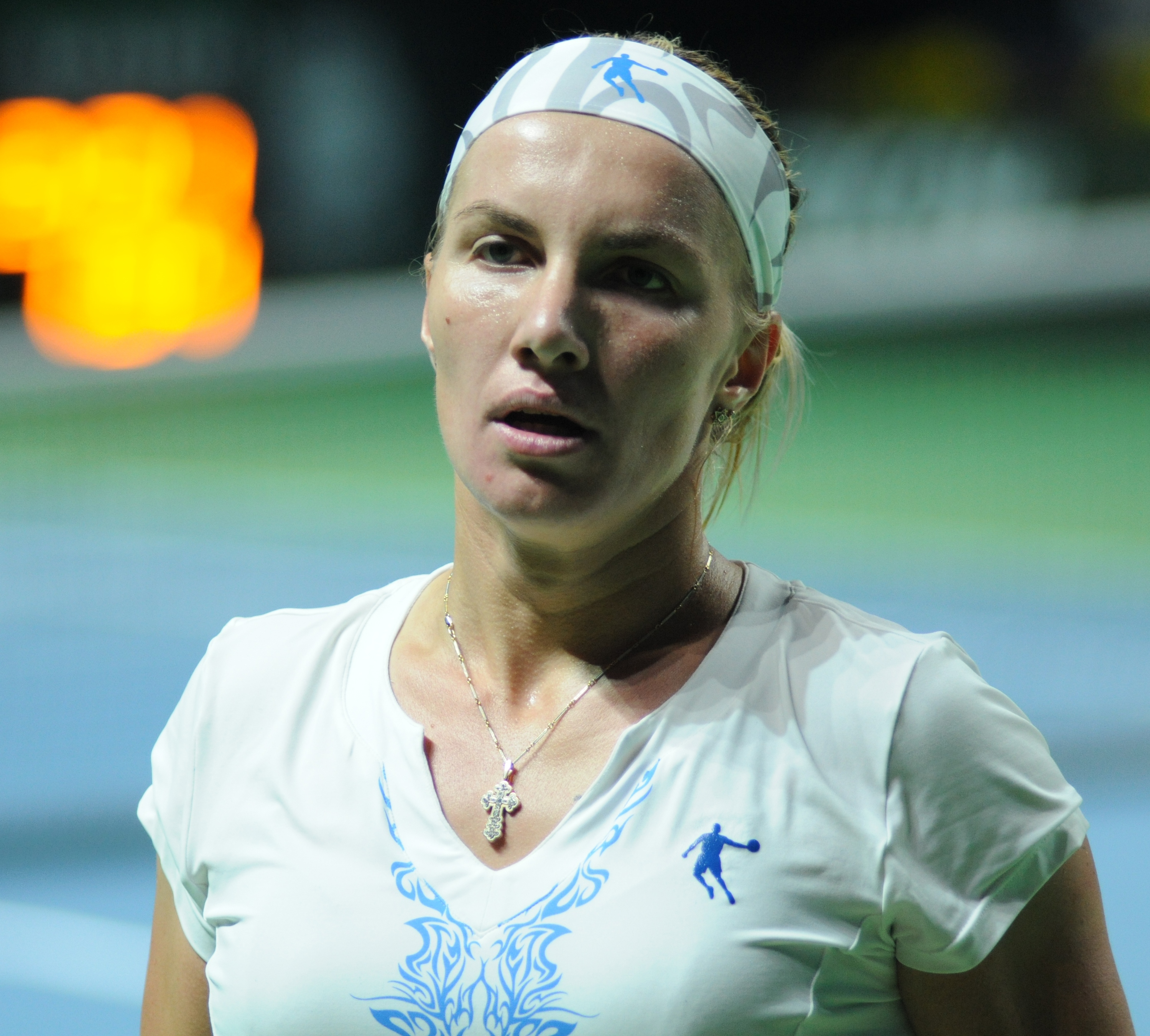
Světlana Kuzněcovová, 2014
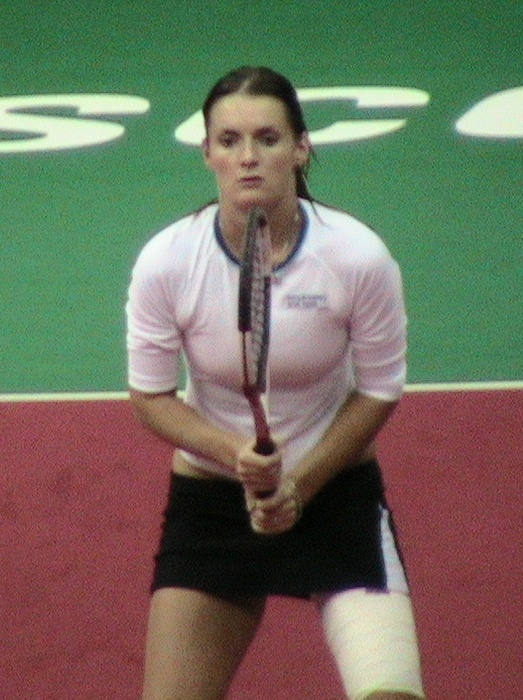
Iveta Benešová, 2006